# Madeleine de Lippe
Madeleine de Lippe (24 ou 25 février 1552, Detmold - 26 février 1587, Darmstadt) est une noble allemande. Elle est comtesse de Lippe par la naissance. Par son mariage avec Georges Ier de Hesse-Darmstadt, elle est la première landgravine de Hesse-Darmstadt.

## Biographie
Madeleine est la fille du comte Bernard VIII de Lippe (1527-1563) de son mariage avec Catherine (1524-1583), fille du comte Philippe III de Waldeck-Eisenberg.
Après la mort de son père, elle s'installe à la cour du comte Guillaume IV de Hesse-Cassel, où elle est considérée comme une très belle femme. Elle y rencontre Georges Ier de Hesse-Darmstadt et l'épouse, le 17 août 1572. Le mariage est heureux. Madeleine est considérée comme si vertueuse, pieuse et bienveillante, qu'elle est parfois comparée à sainte Élisabeth. Elle écrit même un livre de prières pour ses enfants. Madeleine et son mari jettent les bases de la bibliothèque de l'Université de Hesse.
Elle meurt en 1587, après 15 ans de mariage, à l'âge de 35 ans, après la naissance de son dernier enfant. Elle est enterrée dans le chœur de l'église de la ville de Darmstadt. Sa célèbre épitaphe, consacrée par son mari en 1589, peut encore être trouvée derrière le maître-autel.

## Descendance
Madeleine et George ont dix enfants, dont trois fils et trois filles atteignent l'âge adulte :
- Philippe (1576-1576) ;
- Louis V (1577-1626), landgrave de Hesse-Darmstadt ;
- Christine (1578-1596), épouse en 1595 le comte Frédéric d'Erbach ;
- Élisabeth (1579-1655), épouse en 1601 le comte Jean-Casimir de Nassau-Gleiberg ;
- Marie (1580-1582) ;
- Philippe (1580-1582) ;
- Philippe III (1581-1643), landgrave de Hesse-Butzbach ;
- Anne (1583-1631), épouse en 1601 le comte Albert-Othon de Solms-Laubach ;
- Frédéric Ier (1585-1638), landgrave de Hesse-Hombourg ;
- Madeleine (1586-1586) ;
- Jean (1587-1587).